# Kalmarbåden
Kalmarbåden eller Kalmarbåten er et skibsvrag fra middelalderen, der blev fundet i vandet ved Kalmar Slot, da det blev restaureret i 1932-1934. Skibet er blevet dateret til midten af 1200-tallet.
Skibet havde en længde på 11,2 m, det var 4,6 m bredt og havde en dybdegang på ca. 1,1 m.
I perioden 1994-1995 blev der fremstillet en rekonstruktion af skibet af Per-Inge Lindqvist på Marinmuseum i Karlskrona med navnet Aluett.